# VM i håndbold 2009 (kvinder)
 For alternative betydninger, se VM i håndbold 2009. (Se også artikler, som begynder med VM i håndbold 2009)
Verdensmesterskabet i håndbold for kvinder 2009 var det 19. (indendørs) VM i håndbold for kvinder. Slutrunden med deltagelse af 24 hold blev afviklet i Kina i perioden 5. – 20. december 2009. Kina havde ikke tidligere lagt haller til en VM-slutrunde, og det var første gang siden 1990 (og kun anden gang overhovedet), at mesterskabet blev spillet uden for Europa.
De forsvarende mestre fra VM i 2007 i Frankrig, Rusland, genvandt titlen med en finalesejr over Frankrig med 25-22. Norge vandt bronze, mens Danmark sluttede på femtepladsen.

## Spillesteder
Slutrunden blev afviklet i Jiangsu-provinsen i Folkerepublikken Kina i perioden 28. november – 13. december 2009. 
Kampene blev spillet i seks arenaer i seks værtsbyer:
| By           | Arena                               | Tilskuerkapacitet |
| ------------ | ----------------------------------- | ----------------- |
| Nanjing      | Nanjing Olympic Sports Center Gym   | 13.000            |
| Wuxi         | Wuxi Sports Center Gym              | 07.155            |
| Changzhou    | Changzhou Olympic Sports Center Gym | 06.000            |
| Suzhou       | Suzhou Sports Center Gym            | 06.000            |
| Yangzhou     | Yangzhou Sports Gardern Gym         | 05.500            |
| Zhangjiagang | Zhangjiagang Sports Center Gym      | 03.750            |

## Deltagende hold
Slutrunden havde deltagelse af 24 hold, hvoraf to var automatisk kvalificerede: Værtslandet Kina og de forsvarende verdensmestre Rusland. De øvrige 22 hold blev fundet ved forudgående kvalifikationsturneringer på de respektive kontinenter (se afsnit om kvalifikation). Følgende hold var kvalificeret til slutrunden:
| Europa | Afrika                                      | Asien                                           | Oceanien   | Panamerika                    |
| --- | ------------------------------------------- | ----------------------------------------------- | ---------- | ----------------------------- |
| Rusland · Norge · Danmark · Sverige · Ungarn · Tyskland · Ukraine · Frankrig · Spanien · Østrig · Rumænien | Angola · Tunesien · Elfenbenskysten · Congo | Kina · Sydkorea · Thailand · Kasakhstan · Japan | Australien | Brasilien · Argentina · Chile |

## Lodtrækning

### Seedning

#### Indledende runde
Inddelingen af holdene i grupper til den indledende runde skete ved en lodtrækning, som fandt sted den 15. juli 2009 i IHF's hovedkvarter i Basel. De 24 hold blev ved lodtrækningen fordelt i fire grupper med seks hold i hver – ét fra hvert seedningslag. De seks seedningslag var inddelt som følger.
| Pot 1                                | Pot 2                                   | Pot 3                            | Pot 4                                       | Pot 5                                   | Pot 6                                       |
| ------------------------------------ | --------------------------------------- | -------------------------------- | ------------------------------------------- | --------------------------------------- | ------------------------------------------- |
| Norge · Spanien · Rusland · Tyskland | Sydkorea · Rumænien · Angola · Frankrig | Kina · Østrig · Ungarn · Sverige | Danmark · Japan · Ukraine · Elfenbenskysten | Thailand · Congo · Tunesien · Argentina | Kasakhstan · Brasilien · Australien · Chile |

Resultatet af lodtrækningen blev følgende gruppeinddeling med holdene angivet i seedningsrækkefølge.
| Gruppe A                                                    | Gruppe B                                                    | Gruppe C                                             | Gruppe D                                                             |
| ----------------------------------------------------------- | ----------------------------------------------------------- | ---------------------------------------------------- | -------------------------------------------------------------------- |
| Tyskland · Frankrig · Sverige · Danmark · Congo · Brasilien | Rusland · Angola · Østrig · Ukraine · Thailand · Australien | Norge · Rumænien · Ungarn · Japan · Tunesien · Chile | Spanien · Sydkorea · Kina · Elfenbenskysten · Argentina · Kasakhstan |

## Gruppespillet
Alle tider er lokale tider (UTC+8).

### Gruppe A
Kampene i gruppe A blev spillet i arenaen Wuxi Sports Center Gym i byen Wuxi. Arenaen har plads til 7.155 tilskuere.
| Dato   | Kamp                          | Res.  |
| ------ | ----------------------------- | ----- |
| 5.12.  | Frankrig - Brasilien          | 20-22 |
| 5.12.  | Sverige - Republikken Congo   | 28-19 |
| 5.12.  | Republikken Congo - Danmark   | 26-27 |
| 6.12.  | Republikken Congo - Tyskland  | 23-36 |
| 6.12.  | Brasilien - Sverige           | 23-26 |
| 6.12.  | Danmark - Frankrig            | 24-16 |
| 7.12.  | Republikken Congo - Brasilien | 32-30 |
| 7.12.  | Danmark - Republikken Congo   | 37-24 |
| 7.12.  | Frankrig - Sverige            | 23-21 |
| 9.12.  | Frankrig - Republikken Congo  | 29-22 |
| 9.12.  | Brasilien - Danmark           | 21-28 |
| 9.12.  | Sverige - Republikken Congo   | 27-33 |
| 10.12. | Republikken Congo - Brasilien | 28-36 |
| 10.12. | Tyskland - Frankrig           | 15-29 |
| 10.12. | Sverige - Danmark             | 27-23 |

| Hold              | Kampe | Mål     | Point |
| ----------------- | ----- | ------- | ----- |
| Danmark           | 5     | 139-114 | 8     |
| Frankrig          | 5     | 117-104 | 6     |
| Tyskland          | 5     | 142-136 | 6     |
| Sverige           | 5     | 129-121 | 6     |
| Brasilien         | 5     | 132-134 | 4     |
| Republikken Congo | 5     | 116-166 | 0     |

### Gruppe B
Kampene i gruppe B blev spillet i arenaen Zhangjiagang Sports Center Gym i byen Zhangjiagang. Arenaen har plads til 3.750 tilskuere.
| Dato   | Kamp                  | Res.  |
| ------ | --------------------- | ----- |
| 5.12.  | Angola - Australien   | 39-90 |
| 5.12.  | Østrig – Thailand     | 52-11 |
| 5.12.  | Rusland – Ukraine     | 27-18 |
| 6.12.  | Australien – Østrig   | 10-45 |
| 6.12.  | Ukraine – Angola      | 20-28 |
| 6.12.  | Thailand – Rusland    | 08-45 |
| 7.12.  | Ukraine – Thailand    | 41-13 |
| 7.12.  | Angola – Østrig       | 21-28 |
| 7.12.  | Rusland – Australien  | 48-80 |
| 9.12.  | Angola – Thailand     | 36-16 |
| 9.12.  | Australien – Ukraine  | 07-40 |
| 9.12.  | Østrig – Rusland      | 19-32 |
| 10.12. | Thailand – Australien | 25-18 |
| 10.12. | Østrig – Ukraine      | 31-32 |
| 10.12. | Rusland – Angola      | 23-21 |

| Hold       | Kampe | Mål     | Point |
| ---------- | ----- | ------- | ----- |
| Rusland    | 5     | 175-740 | 10    |
| Østrig     | 5     | 175-106 | 6     |
| Angola     | 5     | 145-960 | 6     |
| Ukraine    | 5     | 151-106 | 6     |
| Thailand   | 5     | 073-192 | 2     |
| Australien | 5     | 052-197 | 0     |

### Gruppe C
Kampene i gruppe C blev spillet i arenaen Suzhou Sports Center Gym i byen Suzhou. Arenaen har plads til 6.000 tilskuere.
| Dato   | Kamp                | Res.  |
| ------ | ------------------- | ----- |
| 5.12.  | Rumænien - Chile    | 51-17 |
| 5.12.  | Norge - Japan       | 34-19 |
| 5.12.  | Ungarn - Tunesien   | 29-22 |
| 6.12.  | Chile - Ungarn      | 14-48 |
| 6.12.  | Tunesien - Norge    | 25-36 |
| 6.12.  | Japan - Rumænien    | 28-37 |
| 7.12.  | Japan - Tunesien    | 31-31 |
| 7.12.  | Norge - Chile       | 44-15 |
| 7.12.  | Rumænien - Ungarn   | 31-25 |
| 9.12.  | Chile - Japan       | 19-38 |
| 9.12.  | Ungarn - Norge      | 19-25 |
| 9.12.  | Rumænien - Tunesien | 39-22 |
| 10.12. | Tunesien - Chile    | 34-16 |
| 10.12. | Norge - Rumænien    | 25-24 |
| 10.12. | Ungarn - Japan      | 35-28 |

| Hold     | Kampe | Mål     | Point |
| -------- | ----- | ------- | ----- |
| Norge    | 5     | 164-102 | 10    |
| Rumænien | 5     | 182-117 | 8     |
| Ungarn   | 5     | 160-123 | 6     |
| Japan    | 5     | 144-156 | 3     |
| Tunesien | 5     | 137-155 | 3     |
| Chile    | 5     | 081-215 | 0     |

### Gruppe D
Kampene i gruppe D blev spillet i arenaen Changzhou Olympic Sports Center Gym i byen Changzhou. Arenaen har plads til 6.000 tilskuere.
| Dato   | Kamp                         | Res.  |
| ------ | ---------------------------- | ----- |
| 5.12.  | Sydkorea - Kasakhstan        | 39-21 |
| 5.12.  | Spanien - Elfenbenskysten    | 29-18 |
| 5.12.  | Kina - Argentina             | 26-15 |
| 6.12.  | Elfenbenskysten - Sydkorea   | 26-35 |
| 6.12.  | Argentina - Spanien          | 15-33 |
| 6.12.  | Kasakhstan - Kina            | 13-25 |
| 7.12.  | Elfenbenskysten - Argentina  | 19-19 |
| 7.12.  | Sydkorea - Kina              | 33-25 |
| 7.12.  | Spanien - Kasakhstan         | 30-12 |
| 9.12.  | Kasakhstan - Elfenbenskysten | 22-30 |
| 9.12.  | Kina - Spanien               | 12-27 |
| 9.12.  | Sydkorea - Argentina         | 36-15 |
| 10.12. | Argentina - Kasakhstan       | 24-28 |
| 10.12. | Kina - Elfenbenskysten       | 35-21 |
| 10.12. | Spanien - Sydkorea           | 28-27 |

| Hold            | Kampe | Mål     | Point |
| --------------- | ----- | ------- | ----- |
| Spanien         | 5     | 147-840 | 10    |
| Sydkorea        | 5     | 170-115 | 8     |
| Kina            | 5     | 123-109 | 6     |
| Elfenbenskysten | 5     | 114-140 | 3     |
| Kasakhstan      | 5     | 096-148 | 2     |
| Argentina       | 5     | 088-132 | 1     |

## President's Cup
President's Cup havde deltagelse af de 12 hold, som i den indledende runde sluttede på fjerde-, femte- eller sjettepladsen i deres grupper. Holdene blev inddelt i to nye grupper med seks hold, idet holdene fra gruppe A og B blev samlet i gruppe PC 1 og holdene fra gruppe C og D samlet i gruppe PC 2. Resultater af kampe mellem hold fra samme indledende gruppe blev overført til President's Cup, således at holdene ikke skulle mødes en gang til.

### Gruppe PC 1
Kampene i gruppe PC 1 blev spillet i arenaen Wuxi Sports Center Gym i byen Wuxi. Arenaen har plads til 7.155 tilskuere.
| Dato   | Kamp                   | Res.  |
| ------ | ---------------------- | ----- |
| 12.12. | Congo - Ukraine        | 30-38 |
| 12.12. | Sverige - Thailand     | 49-18 |
| 12.12. | Brasilien - Australien | 45-12 |
| 13.12. | Thailand - Congo       | 24-32 |
| 13.12. | Ukraine - Brasilien    | 30-36 |
| 13.12. | Australien - Sverige   | 21-66 |
| 14.12. | Congo - Australien     | 33-22 |
| 14.12. | Brasilien - Thailand   | 44-19 |
| 14.12. | Sverige - Ukraine      | 34-31 |

| Hold       | Kampe | Mål     | Point |
| ---------- | ----- | ------- | ----- |
| Sverige    | 5     | 203-112 | 10    |
| Brasilien  | 5     | 184-115 | 8     |
| Ukraine    | 5     | 180-120 | 6     |
| Congo      | 5     | 142-148 | 4     |
| Thailand   | 5     | 099-184 | 2     |
| Australien | 5     | 080-209 | 0     |

### Gruppe PC 2
Kampene i gruppe PC 2 blev spillet i arenaen Zhangjiagang Sports Center Gym i byen Zhangjiagang. Arenaen har plads til 3.750 tilskuere.
| Dato   | Kamp                       | Res.  |
| ------ | -------------------------- | ----- |
| 12.12. | Japan - Kasakhstan         | 33-17 |
| 12.12. | Chile - Elfenbenskysten    | 19-28 |
| 12.12. | Tunesien - Argentina       | 32-22 |
| 13.12. | Elfenbenskysten - Tunesien | 27-39 |
| 13.12. | Kasakhstan - Chile         | 32-26 |
| 13.12. | Argentina - Japan          | 25-24 |
| 14.12. | Japan - Elfenbenskysten    | 32-31 |
| 14.12. | Tunesien - Kasakhstan      | 33-20 |
| 14.12. | Chile - Argentina          | 16-22 |

| Hold            | Kampe | Mål     | Point |
| --------------- | ----- | ------- | ----- |
| Tunesien        | 5     | 169-116 | 9     |
| Japan           | 5     | 158-123 | 7     |
| Elfenbenskysten | 5     | 135-131 | 5     |
| Argentina       | 5     | 112-119 | 5     |
| Kasakhstan      | 5     | 119-146 | 4     |
| Chile           | 5     | 096-154 | 0     |

### Placeringskampe
| Dato                | Kamp                      | Res.  |
| ------------------- | ------------------------- | ----- |
| Kamp om 23.-pladsen |                           |       |
| 15.12.              | Australien - Chile        | 21-32 |
| Kamp om 21.-pladsen |                           |       |
| 15.12.              | Thailand - Kasakhstan     | 27-23 |
| Kamp om 19.-pladsen |                           |       |
| 15.12.              | Congo - Argentina         | 26-35 |
| Kamp om 17.-pladsen |                           |       |
| 15.12.              | Ukraine - Elfenbenskysten | 34-29 |
| Kamp om 15.-pladsen |                           |       |
| 15.12.              | Brasilien - Japan         | 31-29 |
| Kamp om 13.-pladsen |                           |       |
| 15.12.              | Sverige - Tunesien        | 33-31 |

| Plac. | Hold            |
| ----- | --------------- |
| 13.   | Sverige         |
| 14.   | Tunesien        |
| 15.   | Brasilien       |
| 16.   | Japan           |
| 17.   | Ukraine         |
| 18.   | Elfenbenskysten |
| 19.   | Argentina       |
| 20.   | Congo           |
| 21.   | Thailand        |
| 22.   | Kasakhstan      |
| 23.   | Chile           |
| 24.   | Australien      |

## Mellemrunden
Hovedrunden havde deltagelse af de 12 hold, som i den indledende runde sluttede på første-, anden- eller tredjepladsen i deres grupper. Holdene var inddelt i to nye grupper med seks hold, idet holdene fra gruppe A og B blev samlet i gruppe 1 og holdene fra gruppe C og D samlet i gruppe 2. Resultater af kampe mellem hold fra samme indledende gruppe blev overført til hovedrunden, således at holdene ikke skulle mødes en gang til.

### Gruppe 1
Kampene i gruppe 1 blev spillet i arenaen Yangzhou Sports Gardern Gym i byen Yangzhou. Arenaen har plads til 5.500 tilskuere.
| Dato   | Kamp               | Res.  |
| ------ | ------------------ | ----- |
| 12.12. | Tyskland - Rusland | 22-34 |
| 12.12. | Frankrig - Angola  | 33-24 |
| 12.12. | Østrig - Østrig    | 30-27 |
| 13.12. | Østrig - Tyskland  | 26-29 |
| 13.12. | Rusland - Frankrig | 23-24 |
| 13.12. | Angola - Danmark   | 28-23 |
| 15.12. | Tyskland - Angola  | 25-21 |
| 15.12. | Frankrig - Østrig  | 35-20 |
| 15.12. | Danmark - Rusland  | 25-30 |

| Hold     | Kampe | Mål     | Point |
| -------- | ----- | ------- | ----- |
| Frankrig | 5     | 137-116 | 8     |
| Rusland  | 5     | 142-111 | 8     |
| Danmark  | 5     | 129-127 | 6     |
| Tyskland | 5     | 117-137 | 4     |
| Østrig   | 5     | 120-147 | 2     |
| Angola   | 5     | 115-132 | 2     |

### Gruppe 2
Kampene i gruppe 2 blev spillet i arenaen Suzhou Sports Center Gym i byen Suzhou. Arenaen har plads til 6.000 tilskuere.
| Dato   | Kamp                | Res.  |
| ------ | ------------------- | ----- |
| 12.12. | Rumænien - Kina     | 40-19 |
| 12.12. | Norge - Sydkorea    | 27-28 |
| 12.12. | Ungarn - Spanien    | 21-21 |
| 13.12. | Sydkorea - Ungarn   | 28-28 |
| 13.12. | Kina - Norge        | 19-34 |
| 13.12. | Spanien - Rumænien  | 26-25 |
| 15.12. | Ungarn - Kina       | 25-21 |
| 15.12. | Norge - Spanien     | 27-24 |
| 15.12. | Rumænien - Sydkorea | 34-34 |

| Hold     | Kampe | Mål     | Point |
| -------- | ----- | ------- | ----- |
| Norge    | 5     | 138-114 | 8     |
| Spanien  | 5     | 126-112 | 7     |
| Sydkorea | 5     | 150-142 | 6     |
| Rumænien | 5     | 154-129 | 5     |
| Ungarn   | 5     | 118-126 | 4     |
| Kina     | 5     | 096-159 | 0     |

## Slutspil

### Placeringskampe
Placeringskampene blev spillet i arenaen Suzhou Sports Center Gym i byen Suzhou med plads til 6.000 tilskuere.
| Dato                | Kamp                | Res.  |
| ------------------- | ------------------- | ----- |
| Kamp om 11.-pladsen |                     |       |
| 17.12.              | Angola - Kina       | 26-25 |
| Kamp om 9.-pladsen  |                     |       |
| 17.12.              | Østrig - Ungarn     | 25-41 |
| Kamp om 7.-pladsen  |                     |       |
| 17.12.              | Tyskland - Rumænien | 35-25 |
| Kamp om 5.-pladsen  |                     |       |
| 17.12.              | Danmark - Sydkorea  | 33-31 |

| Plac. | Hold     |
| ----- | -------- |
| 5.    | Danmark  |
| 6.    | Sydkorea |
| 7.    | Tyskland |
| 8.    | Rumænien |
| 9.    | Ungarn   |
| 10.   | Østrig   |
| 11.   | Angola   |
| 12.   | Kina     |

### Slutspil
Slutkampene blev spillet i arenaen Nanjing Olympic Sports Center Gym i Nanjing, hvor der er plads til 13.000 tilskuere.
| Dato        | Kamp               | Res.  |
| ----------- | ------------------ | ----- |
| Semifinaler |                    |       |
| 18.12.      | Frankrig - Spanien | 27-23 |
| 18.12.      | Norge - Rusland    | 20-28 |
| Bronzekamp  |                    |       |
| 20.12.      | Spanien - Norge    | 26-31 |
| Finale      |                    |       |
| 20.12.      | Frankrig - Rusland | 22-25 |

| Plac. | Hold     |
| ----- | -------- |
| 1.    | Rusland  |
| 2.    | Frankrig |
| 3.    | Norge    |
| 4.    | Spanien  |

## Rangering
|    | Rusland         |
|    | Frankrig        |
|    | Norge           |
| 4  | Spanien         |
| 5  | Danmark         |
| 6  | Sydkorea        |
| 7  | Tyskland        |
| 8  | Rumænien        |
| 9  | Ungarn          |
| 10 | Østrig          |
| 11 | Angola          |
| 12 | Kina            |
| 13 | Sverige         |
| 14 | Tunesien        |
| 15 | Brasilien       |
| 16 | Japan           |
| 17 | Ukraine         |
| 18 | Elfenbenskysten |
| 19 | Argentina       |
| 20 | Congo           |
| 21 | Thailand        |
| 22 | Kasakhstan      |
| 23 | Chile           |
| 24 | Australien      |

## Kvalifikation
Slutrunden havde deltagelse af 24 hold. Holdene blev fundet ved kvalifikationsturneringer på de respektive kontinenter. Værtslandet Kina og de forsvarende mestre Rusland var automatisk kvalificeret til slutrunden. Det efterlod 22 ledige pladser at spille om, og verdensdelene var blevet tildelt følgende antal af disse 22 hold.
- Europa: 10 hold.
- Asien: 4 hold.
- Afrika: 4 hold.
- Panamerika: 3 hold.
- Oceanien: 1 hold.

### Europa
Fra Europa var Rusland som forsvarende verdensmester automatisk kvalificeret. Derudover spilledes der om 10 pladser ved VM-slutrunden.
De to bedste hold ved EM 2008 (ekskl. Rusland), Norge og Spanien, kvalificerede sig til VM-slutrunden. De øvrige 13 hold fra EM gik videre til playoff-kampene, hvor de sammen med tre hold fra kvalifikationsrunden spillede om de sidste otte europæiske pladser ved VM-slutrunden.

#### Kvalifikationsrunde
Holdene som ikke var kvalificeret til EM 2008 spillede i kvalifikationsrunden om tre pladser i playoff-kampene. De 17 hold var inddelt i tre grupper med 5 eller 6 hold, hvorfra de tre vindere, Holland, Montenegro og Slovakiet, gik videre til playoff-kampene. Kampene i denne runde blev spillet i perioden 25. – 30. november 2008.
| Gruppe 1       | Kampe | Mål     | Point |
| -------------- | ----- | ------- | ----- |
| Holland        | 5     | 160-112 | 10    |
| Tyrkiet        | 5     | 142-121 | 8     |
| Litauen        | 5     | 161-155 | 6     |
| Tjekkiet       | 5     | 155-117 | 4     |
| Storbritannien | 5     | 100-143 | 2     |
| Grækenland     | 5     | 119-189 | 0     |

| Gruppe 2     | Kampe | Mål     | Point |
| ------------ | ----- | ------- | ----- |
| Montenegro   | 5     | 182-115 | 10    |
| Aserbajdsjan | 5     | 137-142 | 8     |
| Slovenien    | 5     | 143-129 | 6     |
| Italien      | 5     | 139-144 | 4     |
| Finland      | 5     | 133-164 | 2     |
| Bulgarien    | 5     | 121-161 | 0     |

| Gruppe 3  | Kampe | Mål     | Point |
| --------- | ----- | ------- | ----- |
| Slovakiet | 4     | 130-960 | 8     |
| Polen     | 4     | 141-103 | 6     |
| Island    | 4     | 133-117 | 4     |
| Schweiz   | 4     | 111-128 | 2     |
| Letland   | 4     | 081-152 | 0     |

#### Playoff-kampe
De 13 hold fra EM 2008, som ikke kvalificerede sig til VM-slutrunden spillede sammen med de tre hold fra kvalifikationsrunden (Holland, Montenegro og Slovakiet) om Europas sidste otte pladser ved VM-slutrunden. 
De seksten hold blev ved lodtrækning parret i otte opgør. Holdene mødtes ude og hjemme, og vinderne gik videre til VM-slutrunden. Kampene blev spillet i weekenderne 6. / 7. juni og 13. / 14. juni 2009.
| Kamp                    | Samlet | 1.kamp | 2.kamp |
| ----------------------- | ------ | ------ | ------ |
| Slovakiet - Ungarn      | 43−55  | 21-22  | 22-33  |
| Sverige - Montenegro    | 52−45  | 24-17  | 28-28  |
| Serbien - Tyskland      | 43−51  | 24-29  | 19-22  |
| Kroatien - Frankrig     | 51−55  | 27-23  | 24-32  |
| Hviderusland - Rumænien | 63−70  | 31-32  | 32-38  |
| Makedonien - Østrig     | 57−62  | 32-28  | 25-34  |
| Portugal - Danmark      | 43−79  | 21-38  | 22-41  |
| Ukraine - Holland       | 57−48  | 27-21  | 30-27  |

### Asien
Den asiatiske kvalifikation var det asiatiske mesterskab, som blev afviklet i Thailand i perioden 21. – 30. november 2008. De fire bedste hold ved mesterskabet (ekskl. Kina, der som værtsland allerede var sikret en plads ved VM) kvalificerede sig til VM-slutrunden i Kina.
| Gruppe A   | Kampe | Mål     | Point |
| ---------- | ----- | ------- | ----- |
| Sydkorea   | 4     | 176-970 | 8     |
| Japan      | 4     | 147-960 | 6     |
| Kasakhstan | 4     | 135-930 | 4     |
| Iran       | 4     | 082-157 | 2     |
| Usbekistan | 4     | 078-175 | 0     |

| Gruppe B | Kampe | Mål     | Point |
| -------- | ----- | ------- | ----- |
| Kina     | 4     | 169-610 | 8     |
| Thailand | 4     | 121-110 | 6     |
| Vietnam  | 4     | 106-132 | 4     |
| Indien   | 4     | 108-136 | 2     |
| Qatar    | 4     | 082-147 | 0     |

| Dato        | Kamp                | Res.  |
| ----------- | ------------------- | ----- |
| Semifinaler |                     |       |
| 28.11.      | Sydkorea - Thailand | 38-17 |
| 28.11.      | Kina - Japan        | 29-28 |
| Bronzekamp  |                     |       |
| 30.11.      | Thailand - Japan    | 16-39 |
| Finale      |                     |       |
| 30.11.      | Sydkorea - Kina     | 35-23 |

| Dato            | Kamp                 | Res.  |
| --------------- | -------------------- | ----- |
| Placeringskampe |                      |       |
| 29.11.          | Usbekistan - Qatar   | 10-0  |
| 29.11.          | Iran - Indien        | 34-30 |
| 29.11.          | Kasakhstan - Vietnam | 43-18 |

Resultaterne betød, at Sydkorea, Japan, Thailand og Kasakhstan kvalificerede sig til slutrunden i Kina, hvortil værtslandet allerede var sikret en plads. Thailand kvalificerede sig til sin første VM-slutrunde.

### Afrika
Afrikas fire pladser ved VM-slutrunden gik til de fire bedst placerede hold ved det afrikanske håndboldmesterskab 2008, som blev afviklet i Angola den 10. – 17. januar 2008.
| Gruppe 1 | Kampe | Mål     | Point |
| -------- | ----- | ------- | ----- |
| Angola   | 3     | 110-630 | 6     |
| Congo    | 3     | 88-74   | 4     |
| Algeriet | 3     | 70-90   | 2     |
| Gabon    | 3     | 43-84   | 0     |

| Gruppe 2        | Kampe | Mål   | Point |
| --------------- | ----- | ----- | ----- |
| Elfenbenskysten | 3     | 77-55 | 5     |
| Tunesien        | 3     | 87-72 | 4     |
| Dem. Rep. Congo | 3     | 70-90 | 2     |
| Cameroun        | 3     | 62-79 | 1     |

| Dato        | Kamp                     | Res.  |
| ----------- | ------------------------ | ----- |
| Semifinaler |                          |       |
| 15.1.       | Congo - Elfenbenskysten  | 28-29 |
| 15.1.       | Angola - Tunesien        | 44-26 |
| Bronzekamp  |                          |       |
| 16.1.       | Congo - Tunesien         | 30-25 |
| Finale      |                          |       |
| 17.1.       | Elfenbenskysten - Angola | 27-39 |

Resultaterne betød, at Angola, Elfenbenskysten, Congo og Tunesien kvalificerede sig til VM-slutrunden i Kina.

### Panamerika
Panamerika rådede over tre pladser ved VM-slutrunden, og de tre pladser gik til de tre bedst placerede hold ved det panamerikanske mesterskab 2009, som blev afviklet i juni 2009 med deltagelse af otte hold. Brasilien, Argentina, Dominikanske Republik, Paraguay, Uruguay og Canada var automatisk kvalificerede som nr. 1-6 ved forrige mesterskab. De seks hold fik selskab af Mexico og Chile, der endte som nr. 1 og 2 i 1. division, som blev spillet den 22. – 26. november 2008 i Mexico City, Mexico.

#### 1. Division
Det panamerikanske mesterskab i 1. division havde deltagelse af fire hold, der spillede om to pladser ved det panamerikanske mesterskab i 2009. Turneringen blev afviklet i Mexico City den 22. – 26. november 2008, og de to hold som kvalificerede sig til det panamerikanske mesterskab, blev værtslandet Mexico og Chile.
| Dato   | Kamp                 | Res.  |
| ------ | -------------------- | ----- |
| 22.11. | USA - Chile          | 17-27 |
| 22.11. | Puerto Rico - Mexico | 20-27 |
| 23.11. | Puerto Rico - USA    | 32-24 |
| 23.11. | Chile - Mexico       | 25-26 |
| 24.11. | Puerto Rico - Chile  | 19-43 |
| 24.11. | USA - Mexico         | 23-31 |

| 1. division | Kampe | Mål   | Point |
| ----------- | ----- | ----- | ----- |
| Mexico      | 3     | 84-68 | 6     |
| Chile       | 3     | 93-62 | 4     |
| Puerto Rico | 3     | 71-94 | 2     |
| USA         | 3     | 64-90 | 0     |

| Dato        | Kamp                | Res.  |
| ----------- | ------------------- | ----- |
| Semifinaler |                     |       |
| 25.11.      | Chile - Puerto Rico | 36-23 |
| 25.11.      | Mexico - USA        | 33-14 |
| Bronzekamp  |                     |       |
| 26.11.      | Puerto Rico - USA   | 26-21 |
| Finale      |                     |       |
| 26.11.      | Mexico - Chile      | 22-20 |

| Samlet rangering | Samlet rangering |
| ---------------- | ---------------- |
| 1.               | Mexico           |
| 2.               | Chile            |
| 3.               | Puerto Rico      |
| 4.               | USA              |

#### Panamerikansk mesterskab
Det panamerikanske mesterskab 2009 blev afviklet i Santiago, Chile fra den 23. – 27. juni 2009. De tre bedst placerede hold ved mesterskabet kvalificerede sig til VM-slutrunden i Kina. Otte hold var kvalificeret til at deltage i turneringen, men Canada meldte afbud, så mesterskabet kun fik deltagelse af syv hold.
| Gruppe A      | Kampe | Mål   | Point |
| ------------- | ----- | ----- | ----- |
| Argentina     | 2     | 53-38 | 4     |
| Dominik. Rep. | 2     | 38-45 | 1     |
| Uruguay       | 2     | 42-50 | 1     |

| Gruppe B  | Kampe | Mål     | Point |
| --------- | ----- | ------- | ----- |
| Brasilien | 3     | 110-460 | 6     |
| Chile     | 3     | 83-93   | 4     |
| Mexico    | 3     | 58-72   | 2     |
| Paraguay  | 3     | 56-96   | 0     |

| Dato        | Kamp                          | Res.  |
| ----------- | ----------------------------- | ----- |
| Semifinaler |                               |       |
| 26.6.       | Brasilien - Dominikanske Rep. | 38-12 |
| 26.6.       | Chile - Argentina             | 11-34 |
| Bronzekamp  |                               |       |
| 27.6.       | Dominikanske Rep. - Chile     | 30-34 |
| Finale      |                               |       |
| 27.6.       | Brasilien - Argentina         | 25-26 |

### Oceanien
Oceaniens ene VM-plads gik til det bedst placerede hold i Pacific Cup 2009, som blev afviklet i Brisbane den 25. – 30. maj 2009. Turneringen havde deltagelse af fire hold – to fra Australien og to fra New Zealand. Mesterskabet blev vundet af Australiens landshold, som dermed kvalificerede sig til VM-slutrunden.
| Stilling               | Kampe | Mål     | Point |
| ---------------------- | ----- | ------- | ----- |
| Australien             | 6     | 171-830 | 12    |
| Queensland             | 6     | 142-121 | 8     |
| NZ Handball Federation | 6     | 102-108 | 4     |
| Handball New Zealand   | 6     | 062-172 | 0     |